# 箕

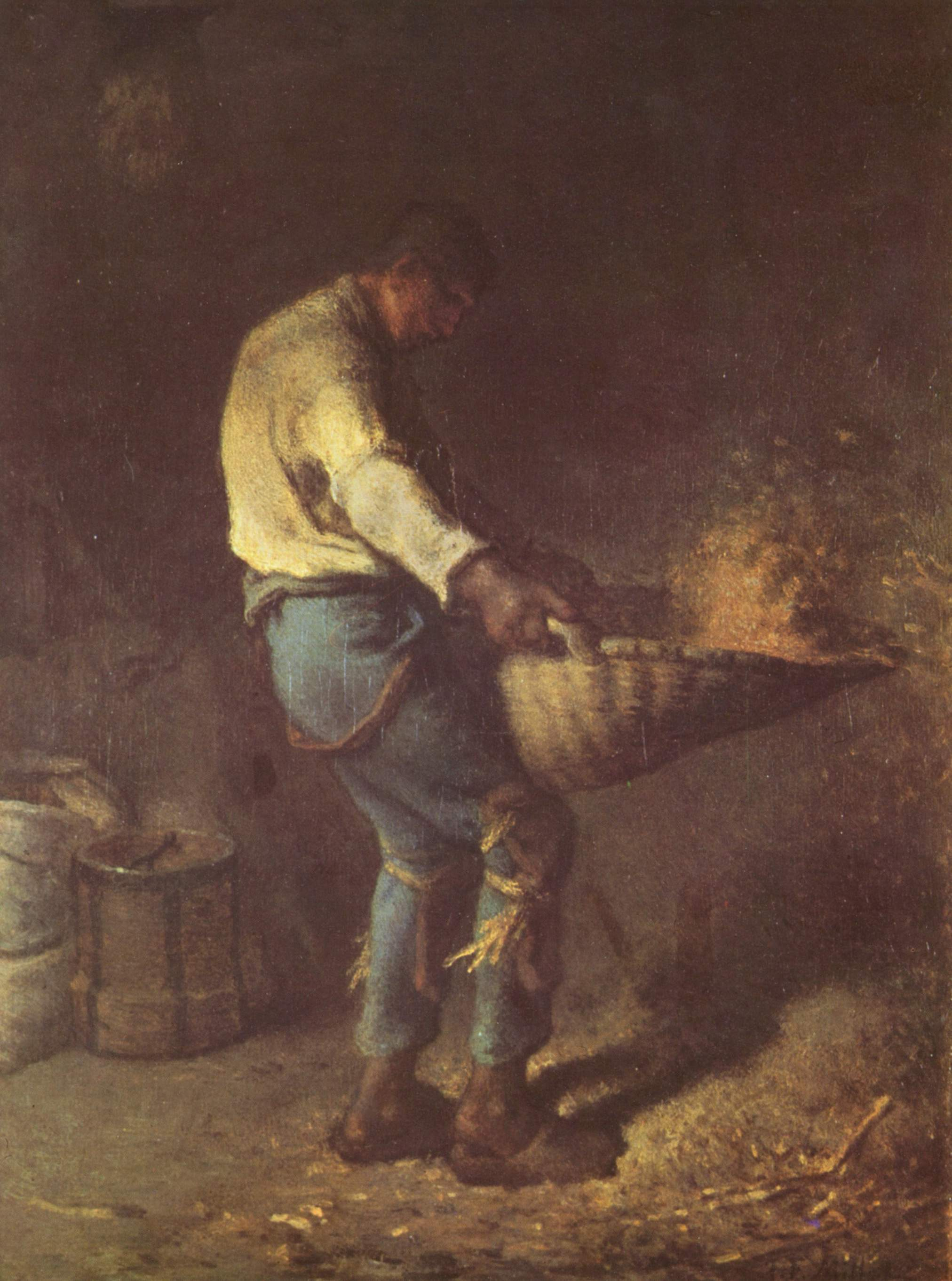
ジャン＝フランソワ・ミレー 『箕（み）をふるう人』
箕を使って穀粒を籾殻や藁屑と選別する農作業に従事する名も無い労働者を描いた油彩画。1848年出展作。ヨーロッパで使われるこのタイプの箕は、左右に取っ手が付いているタイプ。

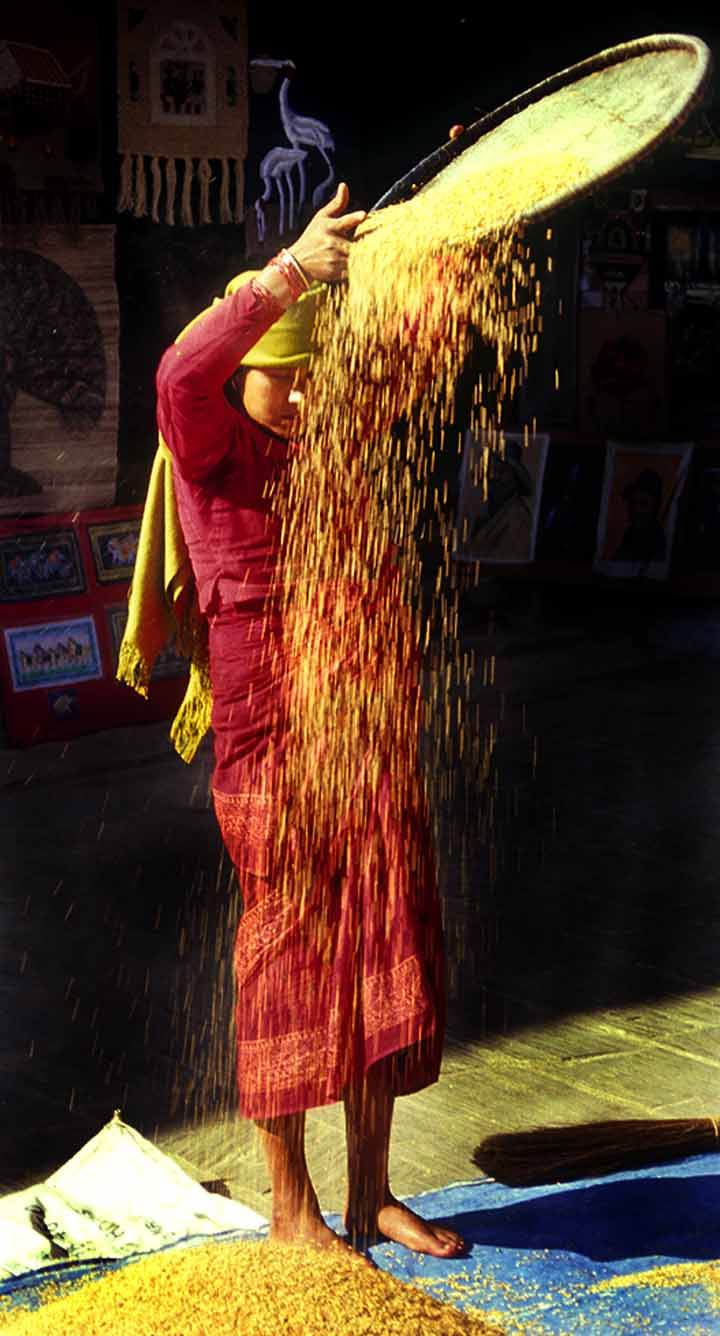
箕を使って米を選別するネパール人女性／2005年撮影。

箕（み）は、穀物の選別や運搬、乾燥のために用いる片口型や丸皿型をした民具。特に米などの穀物の選別の際に殻や塵を取り除くために用いられる。機械式の用具と区別して手箕（てみ）とも言う。英語では “winnowing basket” と言う。

## 概要
箕は竹や樹皮などを編んだもので、脱穀後に籾から実と籾殻とを煽って選り分けることを「簸（ひ）る」といい、箕を揺り動かしたりあおって風を起こして選別する風選（ふうせん）という方法を用いる。穀物の選別のほか、穀物の運搬のための穀箕、茶の選別のための茶箕、土運びや砂利運びのための雑箕など用途に合わせた箕がある。
箕の形状には地域性があることが知られている。代表的なものとして奄美諸島以南にみられる円形箕（丸箕）や、日本列島のほぼ全域で用いられてきた片方の口が開いた片口箕が挙げられる。民俗学者の下野敏見はトカラ列島を境界線として片口箕使用圏として「韓半島文化圏」や「大和文化圏」を設定し、丸箕使用圏として「琉球文化圏」や「台湾文化圏」を設定したが、その後の研究から修正が必要であるという指摘もある。
U字形の片口箕のうち両隅を折り曲げて内側を縫合した箕は、日本列島の鹿児島以北のほか、ブータンのヒマラヤ寄りの北部、中央部、西部地域などにもみられる。一方、南アジアには両隅まで総編み上げの片口箕や網代編みの円形箕が分布する地域があり、ベトナム北部のライチョウ省モッポウ村（モン族）では網代編みの片口箕と網代編みの円形箕が併存する。また、ラオス北部のタイダム族はドンファット（浅底笊・煽る）と称する円形箕と片口箕の中間の形態と考えられる箕を使用している。
なお、風選作業に用いられる道具は箕に限られず、イランなどではコムギの風選作業にフォーク状の道具を用いている（後述）。

## 日本の箕
箕の素材にはフジなどの蔓性植物の皮、サクラなどの樹皮や芯、竹類などが用いられる。竹アジロ箕は単一の竹材を斜めにクロスさせながら編んだもので、徳島の阿波箕や奈良の国中箕がある。また、藤箕（ふじみ）は緯（ヨコ）に竹、経（タテ）にヤマフジを使ったもので、千葉県の木積の藤箕（国指定重要無形文化財）などがある。先端部の強度を高め滑らかな表面にするために桜皮を編み込んだものもある。一方、かつてアイヌが使用していた箕「ムイ」は、シナノキやカツラの材を彫り抜いたものである。
北部九州では、楕円形の箕を「そうけ」（しょうけ）、片口箕を「えびそうけ」（えびじょうけ）と呼ぶ。
箕の製作には熟練した技術が必要であるため、日本では箕の製作を行う箕作（みつくり）や箕の修理を行う箕直（みなおし）が農村をまわって注文を取ることが行われていた。

## 箕の習俗

### 箕宿
箕宿は中国天文学における二十八宿の一つであるが、ここでの「箕」は本項の「箕」のことである。

### サンカ
日本では、「サンカ」と呼ばれる人々が古代から近世までの長きにわたって山間部や里山近くに住まっていたといわれているが、このサンカは、箕作りを始めとする箕にまつわる労働を生業にしていたと俗説されている。詳しくは「サンカ#サンカの発生にまつわる諸説」を参照のこと。

### 初誕生
長野県佐久地域には箕を使用し、幼児の成長を願う初誕生の行事がある。箕の中に幼児を入れ、杖代わりの麺棒を持たせて立たせてみたり、大人がゆすりながら「粃（しいな）は舞出ろ実は残れ」と歌い、邪気をはらう。

## ギャラリー

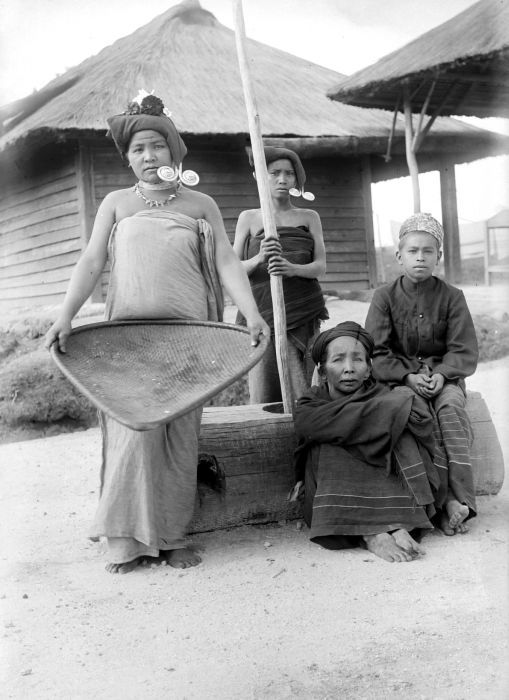
籾摺りや選別のための箕や突き棒を持つ、インドネシアは北スマトラ州シリマクタ郷の稲作農民 オランダの首都アムステルダムにある熱帯博物館所蔵の写真。撮影日不明。
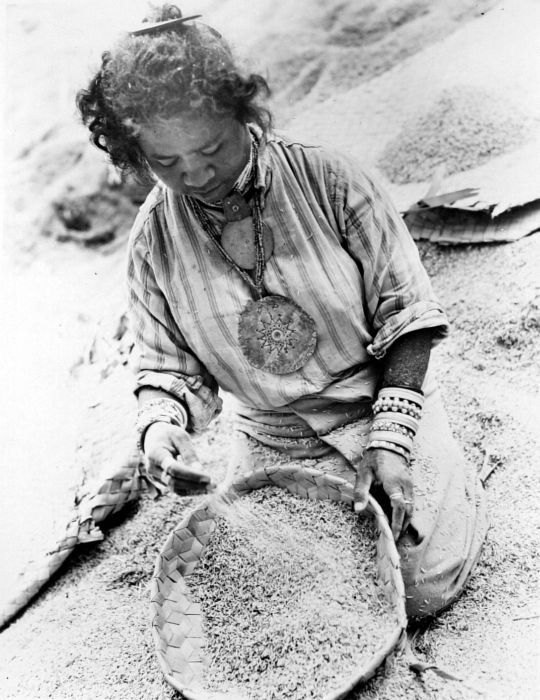
箕で米をより分ける、インドネシアは東ヌサ・トゥンガラ州西ティモールの稲作農民／左に同じく熱帯博物館所蔵の写真。撮影日は1952年以前。
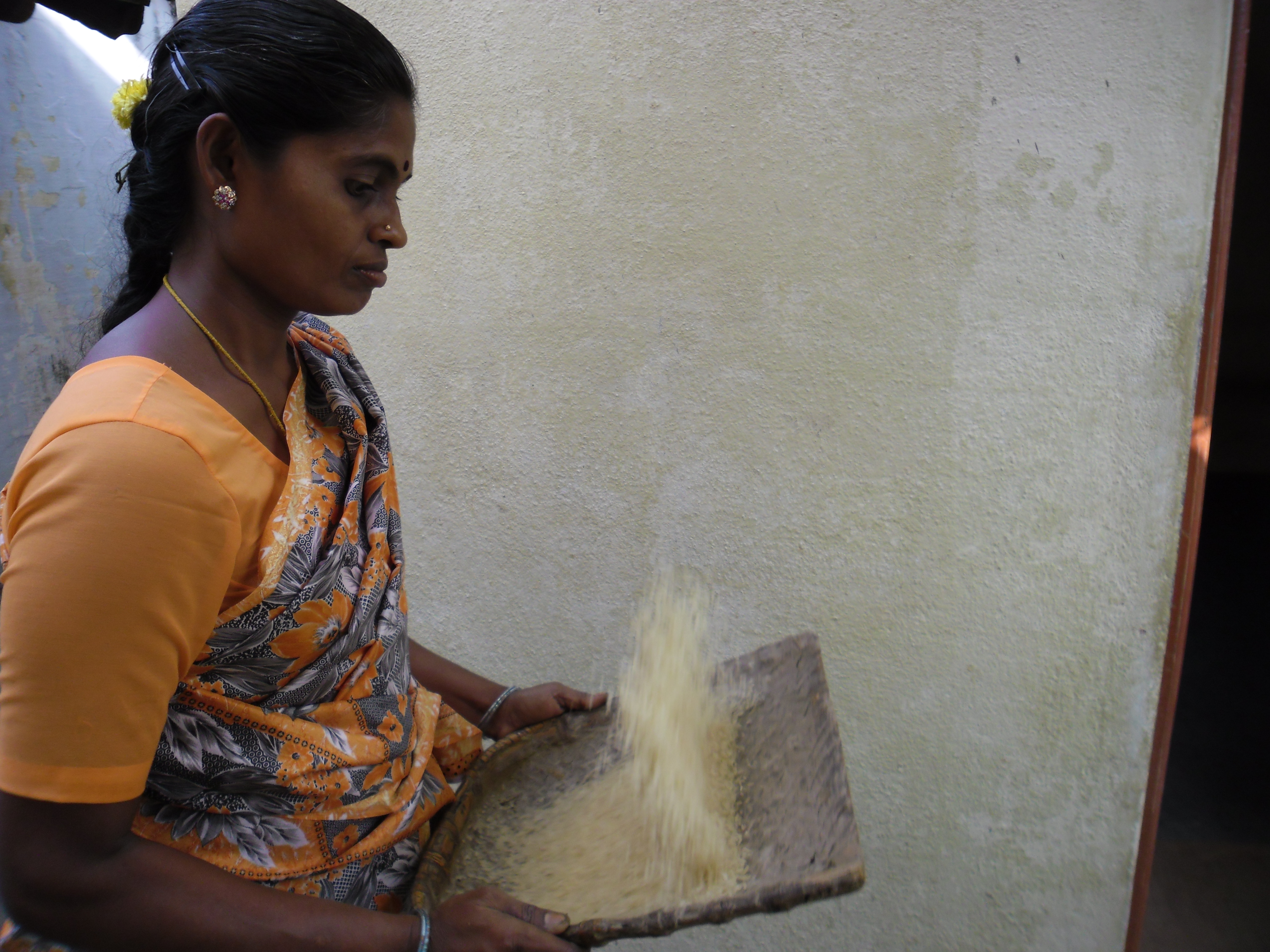
箕を使って米をより分ける、南インドのタミル人女性／2011年撮影。
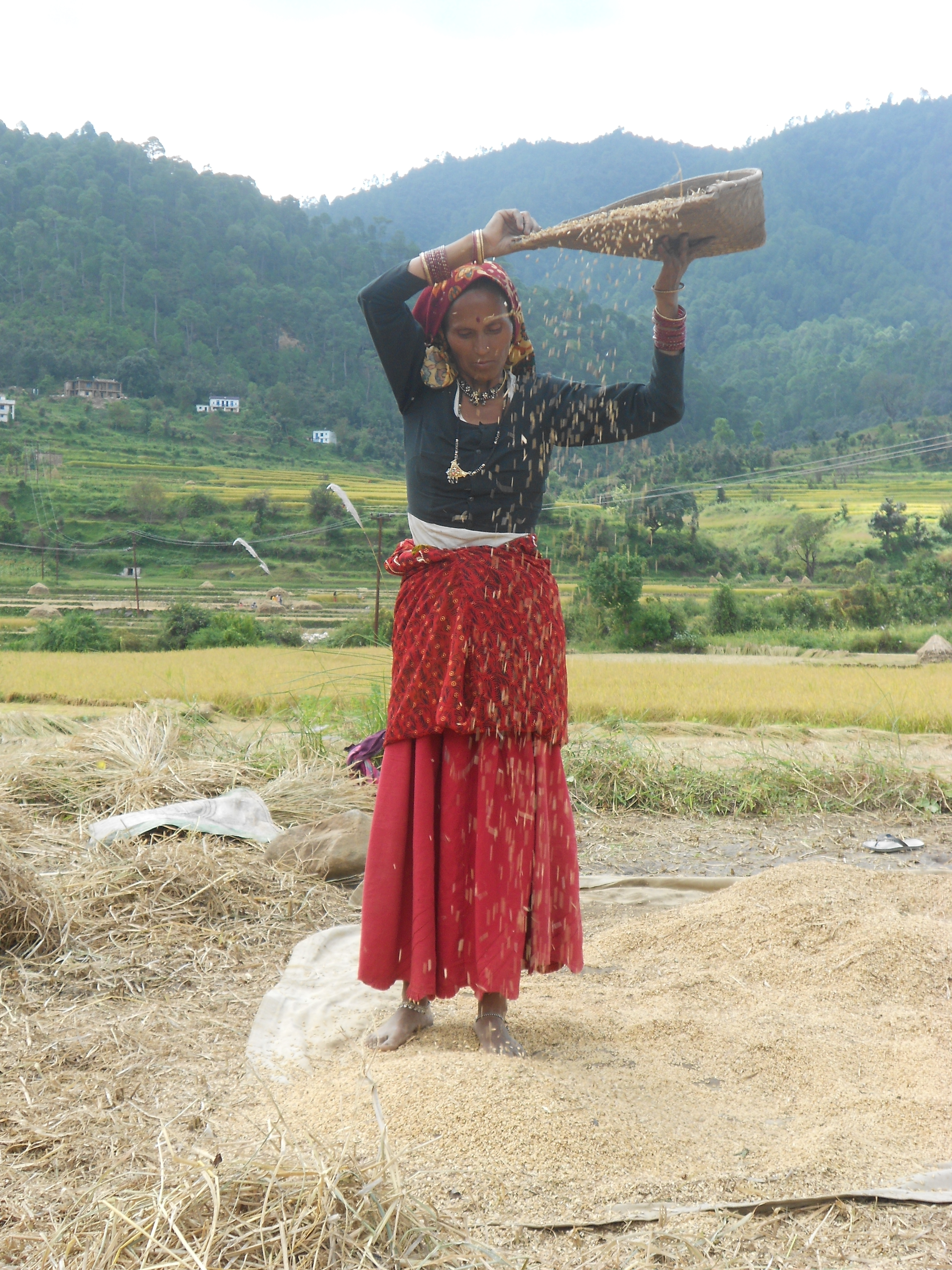
箕を使って米をより分ける、北インドはウッタラーカンド州の女性／2011年撮影。
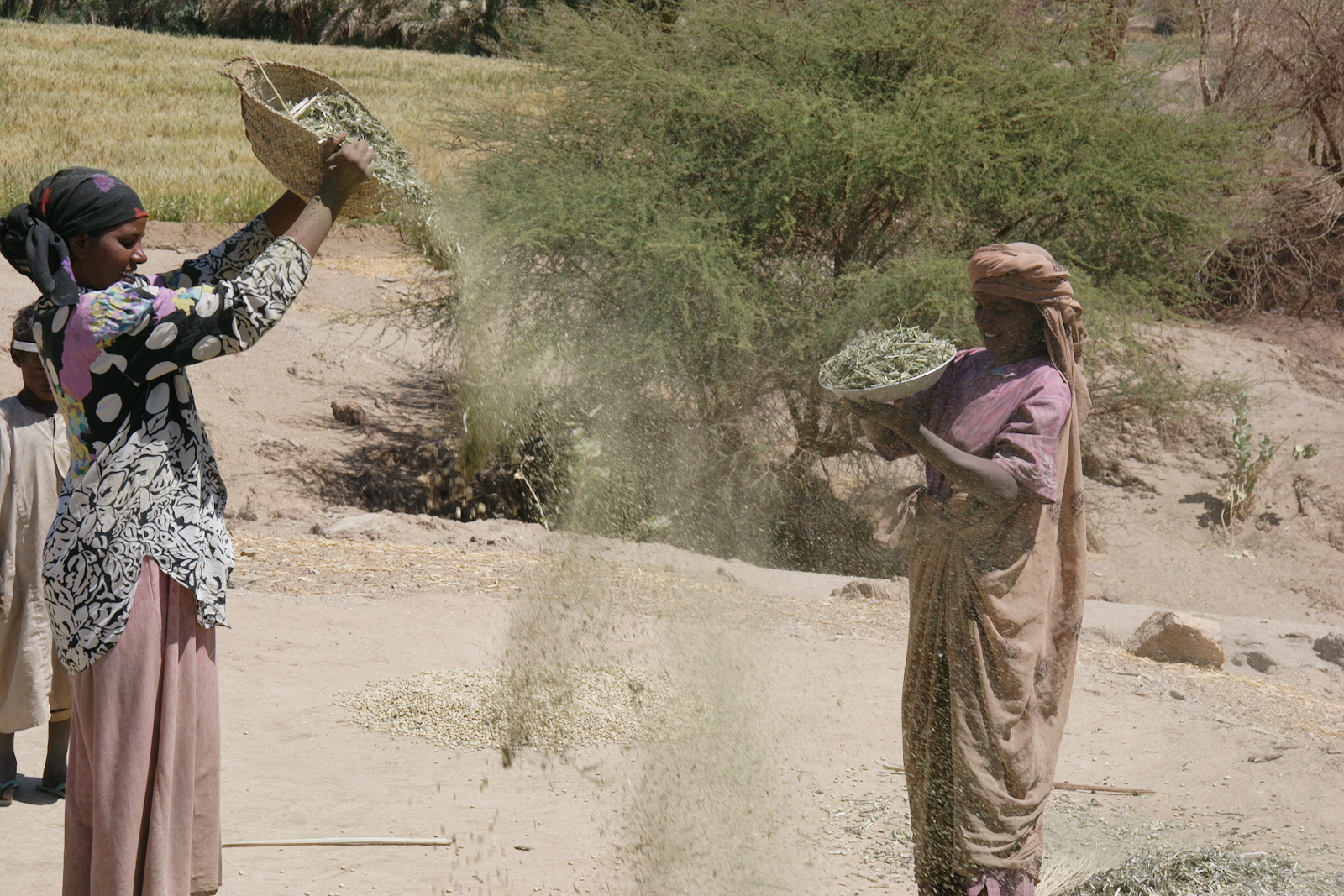
箕を使う北スーダンの女性／2011年撮影。
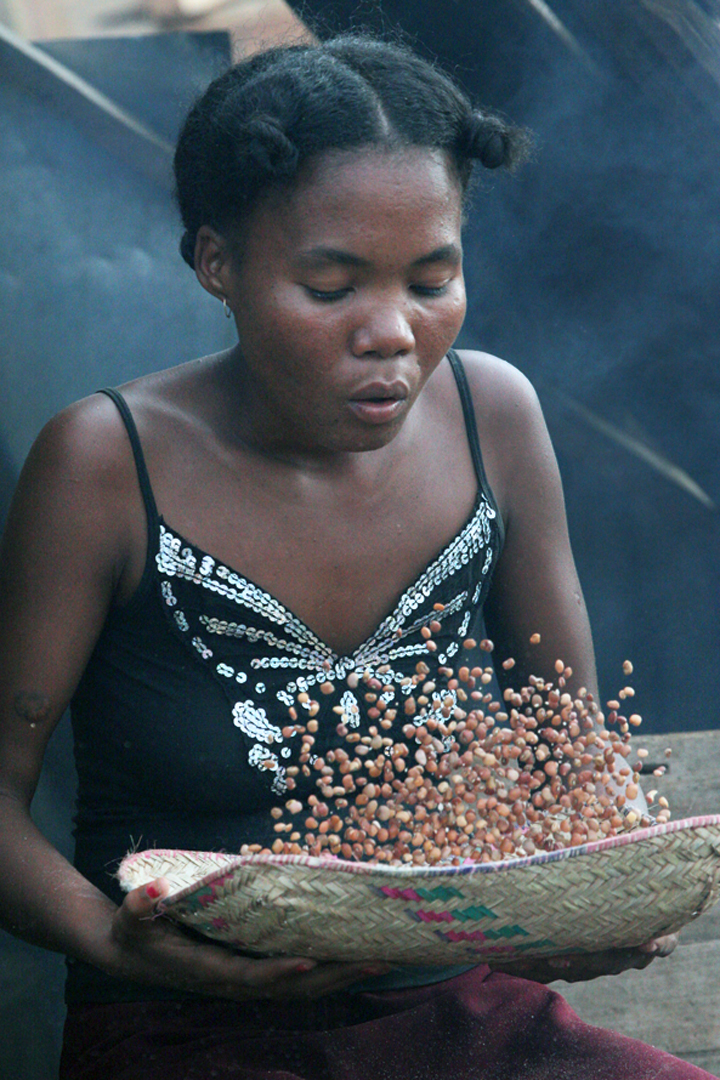
箕を使ってピーナッツをより分ける、マダガスカルの女性／2010年撮影。

## 箕以外の風選用具
文化圏によっては、箕ではなく、園芸用スコップ型（柄の短いショベル型）あるいはそれに長い柄を付けたシャベル型とも言える形状の道具、もしくは、英語で "winnowing fork" と呼ばれるフォーク状の道具あるいはフォーク状の道具に長い柄が付いたものを用いている。
先述のようにイランなどではコムギの風選作業にフォーク状の道具を用いている。

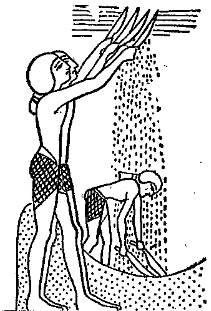
"winnowing forks" で作業を行う古代エジプトの農民
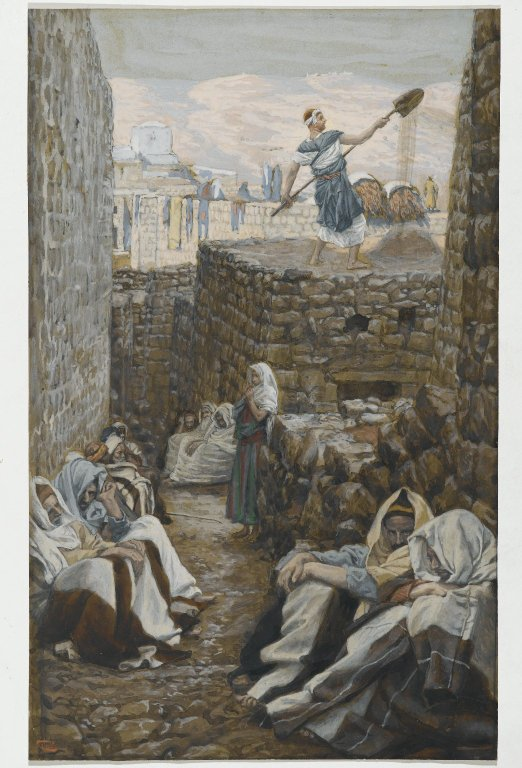
ジェイムズ・ティソ "He Who Winnows His Wheat" 古代地中海世界における作業のありよう（右上の男性）が分かる現代の絵画。
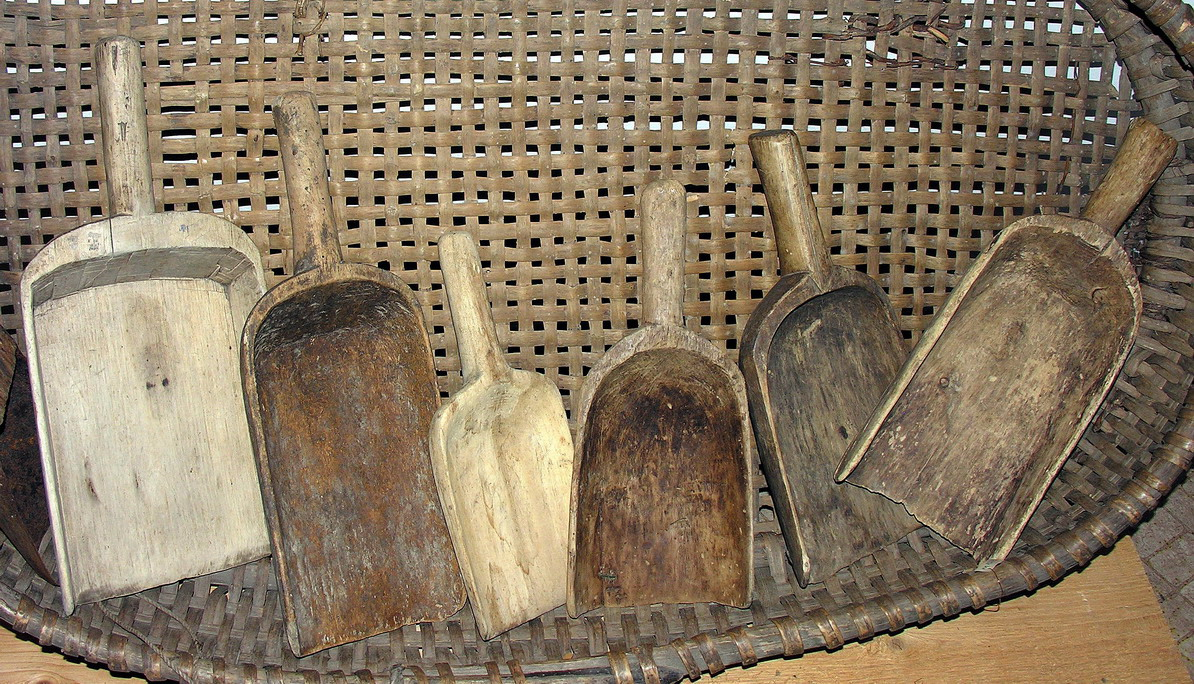
リトアニアに伝統的な、園芸スコップ型の民具